# Верхняя Ковалёвка
Верхняя Ковалёвка — хутор в Красносулинском районе Ростовской области.
Входит в состав Ковалевского сельского поселения.

## География
Хутор расположен на реке Нижне-Провалье

### Улицы
- ул. Лермонтова,
- ул. Олега Кошевого,
- ул. Садовая.

## Население
| 2010 |
| ---- |
| 156  |